# Alexander Jojo
Christian Alexander Jojo (sinh ngày 11 tháng 2 năm 1999) là một cầu thủ bóng đá người Anh thi đấu ở vị trí hậu vệ cho câu lạc bộ Hong Kong Premier League Eastern.
Anh cũng giữ quốc tịch Thụy Điển.

## Sự nghiệp
Ngày 29 tháng 8 năm 2019, Jojo kí hợp đồng chuyên nghiệp đầu tiên với câu lạc bộ Hong Kong Premier League Happy Valley.
Ngày 1 tháng 7 năm 2020, Jojo kí hợp đồng với Eastern sau khi hết hạn hợp đồng với Happy Valley.

## Thống kê sự nghiệp
Tính đến 13 tháng 3 năm 2020.
| Câu lạc bộ          | Mùa giải            | Giải quốc nội            | Giải quốc nội | Giải quốc nội | Cúp FA  | Cúp FA    | Sapling Cup | Sapling Cup | Khác    | Khác      | Tổng    | Tổng      |
| Câu lạc bộ          | Mùa giải            | Hạng đấu                 | Số trận       | Bàn thắng     | Số trận | Bàn thắng | Số trận     | Bàn thắng   | Số trận | Bàn thắng | Số trận | Bàn thắng |
| ------------------- | ------------------- | ------------------------ | ------------- | ------------- | ------- | --------- | ----------- | ----------- | ------- | --------- | ------- | --------- |
| Happy Valley        | 2019-20             | Hong Kong Premier League | 8             | 0             | 1       | 0         | 6           | 0           | 1       | 0         | 16      | 0         |
| Eastern             | 2020-21             | Hong Kong Premier League | 0             | 0             | 0       | 0         | 0           | 0           | 0       | 0         | 0       | 0         |
| Tổng cộng sự nghiệp | Tổng cộng sự nghiệp | Tổng cộng sự nghiệp      | 8             | 0             | 1       | 0         | 6           | 0           | 1       | 0         | 16      | 0         |

Notes
1. ↑  Số trận ở Hong Kong Senior Shield